# Придорожное (Ромненский район)
В Тамбовском районе Амурской области тоже есть село Придорожное.
Придоро́жное — село в Ромненском районе Амурской области России. Входит в состав Чергалинского сельсовета.

## География
Село находится на правом берегу реки Горбыль (левый приток реки Томь), на расстоянии 22 км (через Братолюбовку и Чергали) к северо-востоку от села Ромны, административного центра района.
От села Придорожное вверх по правому берегу реки Горбыль идёт дорога к селу Смоляное.

## Население
| 2002 | 2010 | 2012 | 2013 | 2014 | 2015 | 2016 |
| ---- | ---- | ---- | ---- | ---- | ---- | ---- |
| 85   | ↘47  | ↘43  | ↗46  | ↗47  | ↘44  | ↗45  |
| 2017 | 2018 |      |      |      |      |      |
| ↘42  | →42  |      |      |      |      |      |

## Улицы
В селе имеется одна улица — Ветеранов.